# Pierre Fatou
Pierre Joseph Louis Fatou (28 de febrer de 1878, An Oriant – 10 d'agost de 1929, Pornichet) fou un matemàtic i astrònom francès.
Estudià Matemàtiques a l'École Normale Supérieure de París (1898 a 1901) i, en graduar-se, obtingué una plaça d'astrònom adjunt a l'Observatori de París. Això li permeté tirar endavant les seves investigacions matemàtiques, que el 1907 li donaren com a fruit el doctorat en Ciències Matemàtiques amb el treball de tesi Séries trigonométriques et séries de Taylor, publicat l'any anterior a Acta Mathematica. Posteriorment, Fatou estudià la iteració de funcions en variable complexa; en particular, plantejà el problema {\displaystyle z_{n+1}=z_{n}^{2}+c}, amb {\displaystyle z_{0}=0} i {\displaystyle c\in \mathbb {C} } fixat, que, cap a finals del segle xx—i mitjançant l'ús d'ordinadors—, donaria lloc al conjunt de Mandelbrot.
L'any 1917 Fatou escrigué una llarga memòria sobre la teoria fonamental de la iteració, utilitzant les idees de Paul Montel sobre famílies normals, i així ho anuncià amb una nota publicada al Comptes Rendus del desembre d'aquell mateix any. Aquest objecte d'estudi era precisament el que l'Académie des Sciences de París havia proposat dos anys abans per al seu Grand Prix de 1918. No és casualitat, doncs, que Gaston Julia desenvolupés una teoria similar a la de Fatou, malgrat que els seus dos plantejaments fossin inicialment diferents. Finalment, Fatou no participà en el concurs matemàtic però l'Académie el guardonà igualment pel seu remarcable article.
És en el seu honor que, en dinàmica complexa, el conjunt estable o conjunt normal sovint s'anomena també conjunt de Fatou, encara que aquesta assignació és força arbitrària i, en tot cas, no sembla pas fonamentada en raons històriques.